# NGC 3065
NGC 3065 is een lensvormig sterrenstelsel in het sterrenbeeld Grote Beer. Het hemelobject werd op 3 april 1785 ontdekt door de Duits-Britse astronoom William Herschel.

## Synoniemen
- UGC 5375
- MCG 12-10-14
- ZWG 333.10
- 7ZW 303
- PGC 29046